# 신당역
신당역(新堂驛, Sindang station)은 서울특별시 중구 신당동에 있는 서울 지하철 2호선과 서울 지하철 6호선의 환승역이다. 2000년 12월, 6호선 완전 개통 당시에는 시공사의 부도로 환승 통로가 완공되지 못하여 불편을 겪었다가, 2001년 8월 3일에 완공되어 환승할 수 있게 되었다. 서울 지하철 6호선은 청계천 하저터널로 동묘앞역과 연결된다.

## 역명 유래
조선 영조 27년(1751년)에 반포된 수성책자『도성 3군무 분계총록』에 의하면 남부 두모방(성외) 신당리계였으며, 1894년 갑오개혁때 남서 두모방(성외) 왕십리계의 신당리동으로 되었는데 갑오개혁 이전까지 신당동은 무당들이 받들어 모시는 신령을 모신 집 즉, 神堂을 모신 동네라는 의미였다. 광희문 밖에 위치한 이곳은 많은 무당들이 모여 살아 무당촌을 이루었다고 한다.

## 역사
- 1983년 6월 30일 : 신당역으로 역명 결정[1]
- 1983년 9월 16일 : 서울 지하철 2호선 을지로입구 ~ 성수 구간 개통과 함께 영업 개시
- 2000년 12월 15일 : 서울 지하철 6호선 응암 ~ 상월곡 구간 개통과 함께 6호선 신당역 영업 개시
- 2001년 8월 3일 : 2호선과 6호선 간 환승 통로 개통

## 역 구조
2호선은 2면 2선 상대식 승강장, 6호선은 1면 2선의 섬식 승강장을 갖추고 있으며, 두 노선 모두 스크린도어가 설치되어 있다. 출구는 12개가 있다.
6호선 신당역은 네거리에 있으나, 2호선 신당역은 네거리에서 한참 떨어진 곳에 있어서 환승 거리는 긴 편이다.

### 2호선 승강장
| 동대문역사문화공원 ↑ |
| \| 외                |
| ↓ 상왕십리           |

| 외선 순환 | ● 서울 지하철 2호선 | 동대문역사문화공원 · 시청 · 홍대입구 · 신도림 방면 |
| 내선 순환 | ● 서울 지하철 2호선 | 왕십리 · 성수 · 잠실 · 강남 방면                   |

### 6호선 승강장
| 청구 ↑   |
| 하 상 \| |
| ↓ 동묘앞 |

| 상행 | ● 서울 지하철 6호선 | 삼각지 · 효창공원앞 · 합정 · 월드컵경기장 · 응암 방면 |
| 하행 | ● 서울 지하철 6호선 | 동묘앞 · 안암 · 고려대 · 석계 · 신내 방면             |

## 출구 및 주변 정보
1~4번 출구는 2호선, 5~12번 출구는 6호선의 출구이다.
- 1번 출구 : 성동공업고등학교, 충무아트홀 현재 이 출구 앞은 밤에 보도블록을 새로하는공사를 하는 중이다.(몇몇부분만 공사되고 다른 곳은 아직 공사가 안 끝남)
- 2번 출구 : 기업은행 성동지점, 왕십리 방면
- 3번 출구 : 중구종합복지센터, 신당 파인힐 하나유보라[2]
- 4번 출구 : 중구보건소, 서울중부소방서
- 5번 출구 : 서울신당초등학교, 신당5동
- 6번 출구 : 신당파출소
- 7번 출구 : 신당동떡볶이타운
- 8번 출구 : 서울중부소방서, 중구보건소
- 9번 출구 : 성동글로벌경영고등학교
- 10번 출구 : 청평화시장, 청계천 다산교
- 11번 출구 : 성동공업고등학교
- 12번 출구 : 상왕십리 방면, 중앙시장
- 율원치안센터
- 성동고등학교
- 신당5동행정복지센터
- 충무아트홀대극장
- 황학동행정복지센터
- 흥인동우체국
- KT프라자 동대문지사

## 이용객 변동
6호선의 2000년 자료는 개통일인 2000년 12월 15일부터 12월 31일까지 총 17일간의 집계를 반영한 것이다.
| 노선  | 노선   | 일평균 인원수 (명/일) | 일평균 인원수 (명/일) | 일평균 인원수 (명/일) | 일평균 인원수 (명/일) | 일평균 인원수 (명/일) | 일평균 인원수 (명/일) | 일평균 인원수 (명/일) | 일평균 인원수 (명/일) | 일평균 인원수 (명/일) | 일평균 인원수 (명/일) | 각주  |
| 노선  | 노선   | 2000년                | 2001년                | 2002년                | 2003년                | 2004년                | 2005년                | 2006년                | 2007년                | 2008년                | 2009년                | 각주  |
| ----- | ------ | --------------------- | --------------------- | --------------------- | --------------------- | --------------------- | --------------------- | --------------------- | --------------------- | --------------------- | --------------------- | ----- |
| 2호선 | 승차   | 19,805                | 18,319                | 16,974                | 16,389                | 15,946                | 15,979                | 15,448                | 14,553                | 13,762                | 13,273                | [ 3 ] |
| 2호선 | 하차   | 20,246                | 18,870                | 17,897                | 17,372                | 16,714                | 16,733                | 16,207                | 15,208                | 14,378                | 14,088                | [ 3 ] |
| 2호선 | 승하차 | 40,051                | 37,189                | 34,871                | 33,762                | 32,660                | 32,712                | 31,656                | 29,761                | 28,140                | 27,361                | [ 3 ] |
| 6호선 | 승차   | 2,074                 | 4,480                 | 6,903                 | 7,193                 | 7,163                 | 8,158                 | 8,685                 | 8,073                 | 7,407                 | 7,670                 | [ 4 ] |
| 6호선 | 하차   | 2,337                 | 4,737                 | 6,774                 | 7,108                 | 7,119                 | 8,070                 | 8,721                 | 8,158                 | 7,482                 | 7,747                 | [ 4 ] |
| 6호선 | 승하차 | 4,411                 | 9,217                 | 13,677                | 14,301                | 14,283                | 16,228                | 17,406                | 16,231                | 14,889                | 15,417                | [ 4 ] |
| 노선  | 노선   | 2010년                | 2011년                | 2012년                | 2013년                | 2014년                | 2015년                | 2016년                | 2017년                | 2018년                |                       |       |
| 2호선 | 승차   | 13,335                | 13,583                | 13,735                | 14,324                | 15,099                | 15,136                | 15,223                | 15,149                | 15,076                |                       |       |
| 2호선 | 하차   | 14,309                | 14,514                | 14,624                | 15,222                | 15,903                | 15,896                | 15,986                | 15,832                | 15,724                |                       |       |
| 2호선 | 승하차 | 27,644                | 28,097                | 28,359                | 29,546                | 31,002                | 31,033                | 31,209                | 30,981                | 30,800                |                       |       |
| 6호선 | 승차   | 7,919                 | 8,350                 | 8,130                 | 8,211                 | 8,190                 | 8,213                 | 8,247                 | 8,530                 | 8,947                 |                       |       |
| 6호선 | 하차   | 7,993                 | 8,400                 | 8,230                 | 8,294                 | 8,354                 | 8,391                 | 8,438                 | 8,713                 | 9,145                 |                       |       |
| 6호선 | 승하차 | 15,912                | 16,751                | 16,360                | 16,505                | 16,544                | 16,604                | 16,695                | 17,243                | 18,092                |                       |       |

## 인접한 역
| 서울 지하철 2호선               | 서울 지하철 2호선   | 서울 지하철 2호선     |
| ------------------------------- | ------------------- | --------------------- |
| 205 동대문역사문화공원 외선순환 | ● 서울 지하철 2호선 | 207 상왕십리 내선순환 |
| 서울 지하철 6호선               |                     |                       |
| 634 청구 응암 순환              | ● 서울 지하철 6호선 | 636 동묘앞 신내 방면  |

## 사진

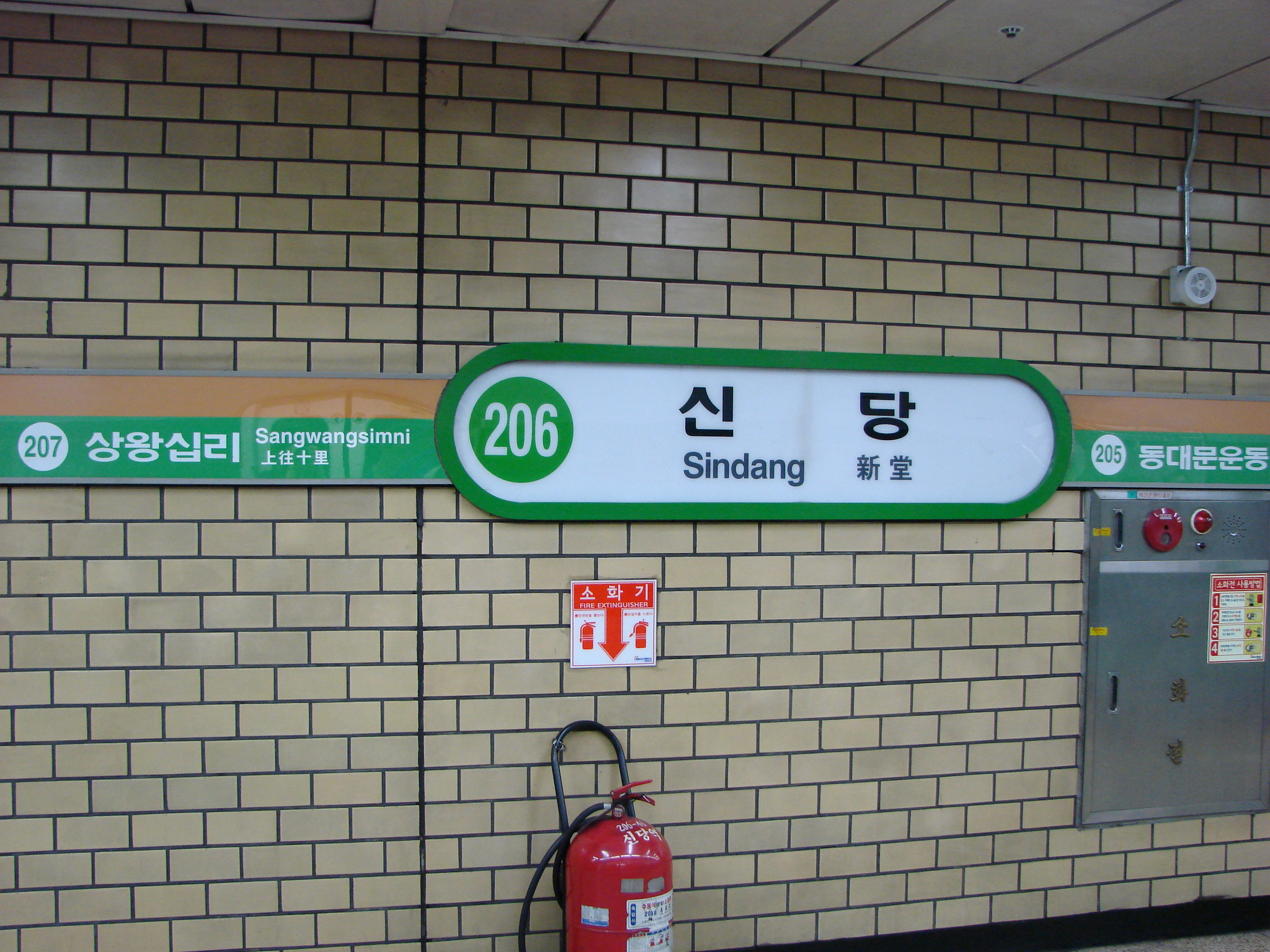
2호선 역명판
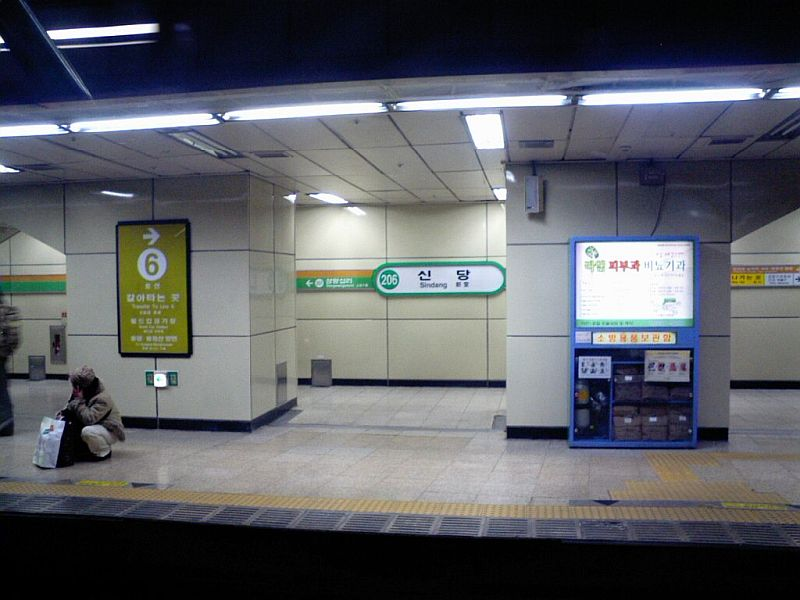
2호선 승강장(스크린도어 설치 전)
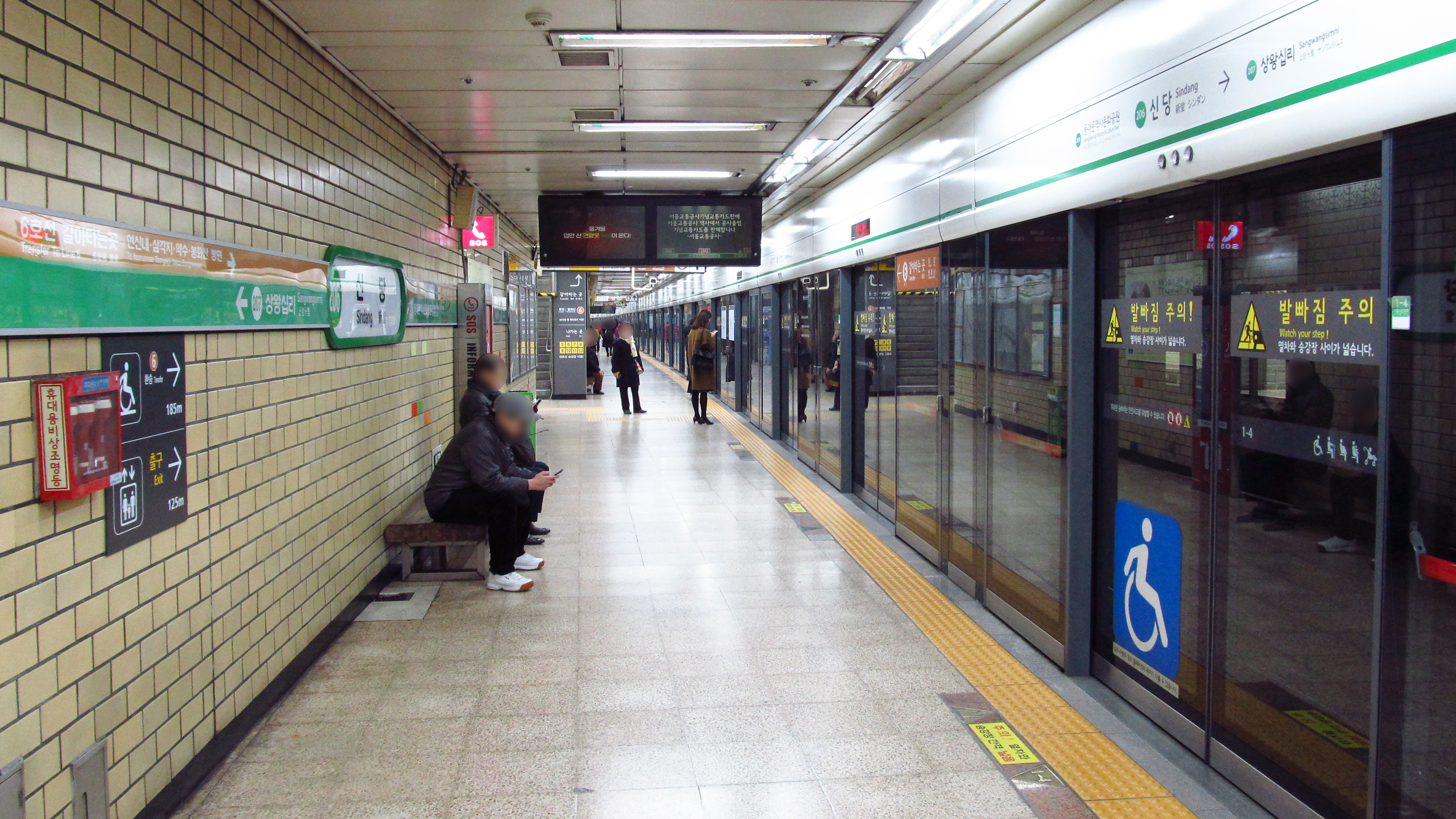
2호선 승강장
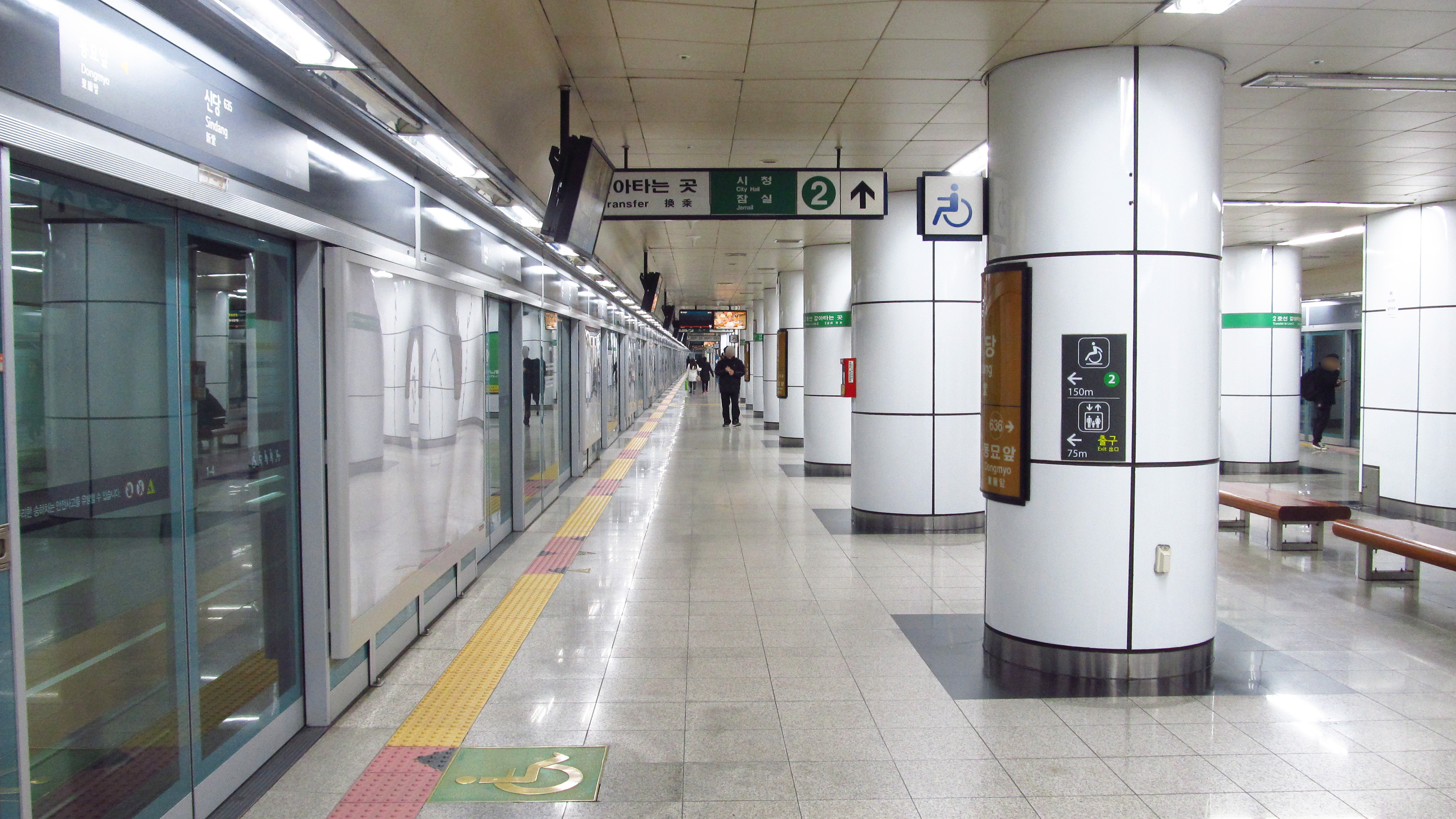
6호선 승강장
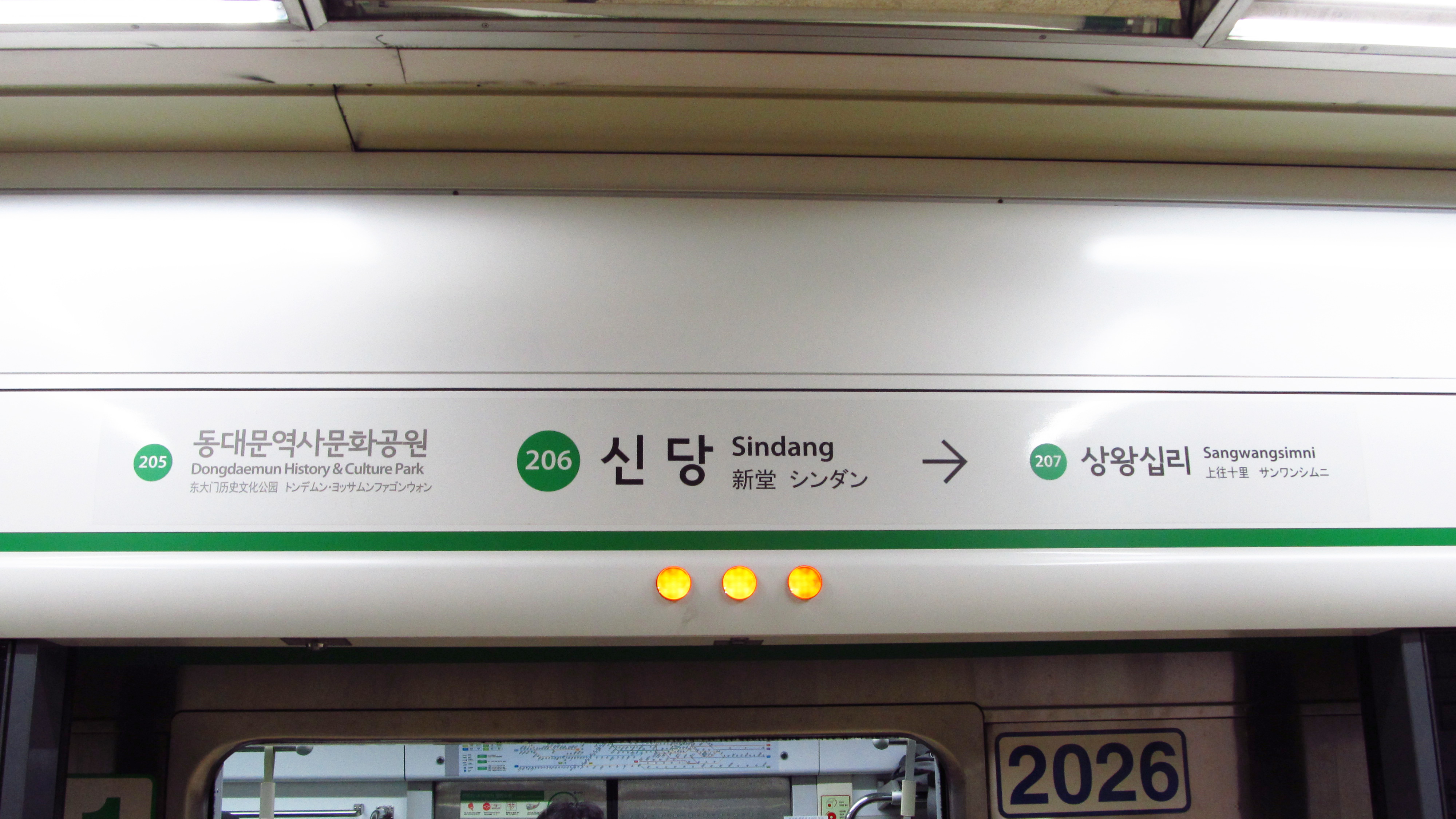
2호선 스크린도어
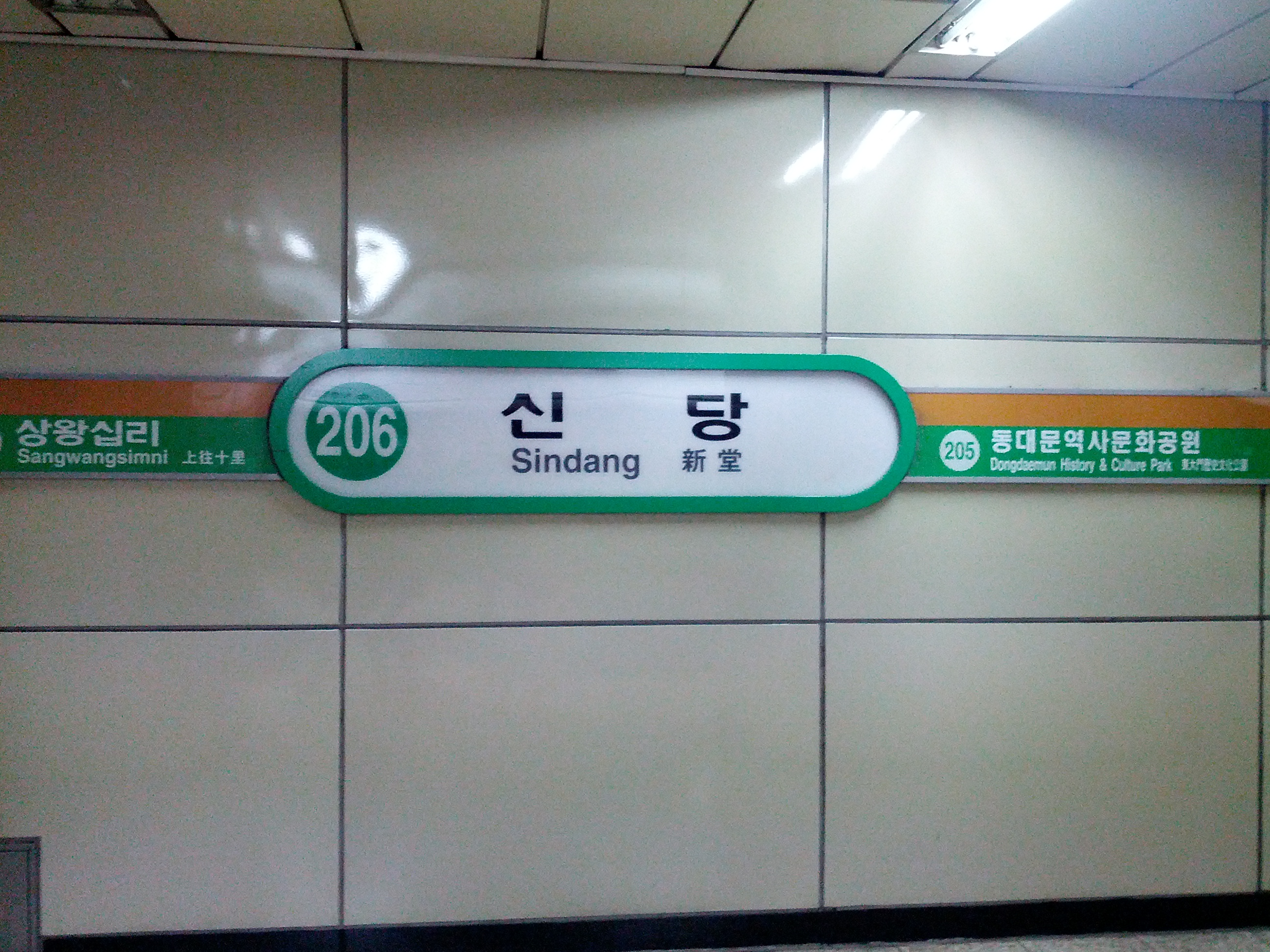
2호선 역명판2

## 특이 사항
2003년 10월 14일, 오후 10시경 지하철 선로를 가로지르던 한 시민이 전동차와 승강장 사이에 끼이자 승객들이 전동차를 밀어 구조하였다. 시민들이 전동차를 밀고 있는 사진이 디시인사이드를 통해 알려지며 '신당역의 기적'이라고 불렸다. 언론사들이 시민이 올린 사진을 사용하는 과정에서 저작권과 관련된 논란이 있었다. 사고를 당한 시민은 119구조대원들에 병원으로 옮겼으나 사망하였다.

## 같이 보기
- 신당역 살인 사건 (2022년)